# Holothrix
Holothrix is een geslacht van terrestrische en lithofytische orchideeën van uiteenlopende biotopen uit Afrika en het zuidwesten van het Arabisch Schiereiland.

## Naamgeving
- Synoniem: Bucculina Lindl. (1837), Deroemera Rchb.f. (1852), Monotris Lindl. (1835), Saccidium Lindl. (1835), Scopularia Lindl. (1834), Tryphia Lindl. (1835)

## Kenmerken
Holothrix-soorten zijn terrestrische of lithofytische orchideeën, gekenmerkt door 1 of 2 ovale tot bijna ronde bladeren vlak bij de grond en een rechtopstaande, meestal vertakte, dichtbehaarde bloeiwijze. De bloemen zijn klein, wit of geel, behaard, met bijna gelijkvormige, smal driehoekige kelk- en bovenste kroonbladen, de kelkbladen iets kleiner. De lip is membraneus tot vlezig, meestal in drie gedeeld, zelden ongedeeld, achteraan voorzien van een spoor.

## Soorten
Het geslacht omvat 45 tot 55 soorten. De typesoort is Holothrix cernua.
- Holothrix aphylla (Forssk.) Rchb.f. (1881)
- Holothrix arachnoidea (A.Rich.) Rchb.f. (1881)
- Holothrix aspera (Lindl.) Rchb.f. (1881)
- Holothrix brevipetala Immelman & Schelpe (1981)
- Holothrix brongniartiana Rchb.f. (1881)
- Holothrix buchananii Schltr. (1898)
- Holothrix burchellii (Lindl.) Rchb.f. (1881)
- Holothrix cernua (Burm.f.) Schelpe (1966)
- Holothrix culveri Bolus (1905)
- Holothrix elgonensis Summerh. (1932)
- Holothrix exilis Lindl. (1835)
- Holothrix filicornis Immelman & Schelpe (1981)
- Holothrix grandiflora (Sond.) Rchb.f. (1881)
- Holothrix hydra P.J.Cribb (1979)
- Holothrix incurva Lindl. (1836)
- Holothrix johnstonii Rolfe (1896)
- Holothrix klimkoana Szlach. & Marg. (2006)
- Holothrix longicornu G.J.Lewis (1938)
- Holothrix longiflora Rolfe (1889)
- Holothrix macowaniana Rchb.f. (1881)
- Holothrix majubensis C.Archer & R.H.Archer (1996)
- Holothrix micrantha Schltr. (1895)
- Holothrix montigena Ridl. (1886)
- Holothrix mundii Sond. (1846)
- Holothrix nyasae Rolfe in D.Oliver & auct. suc. (eds.) (1898)
- Holothrix orthoceras (Harv.) Rchb.f. (1881)
- Holothrix papillosa Summerh. (1960)
- Holothrix parviflora (Lindl.) Rchb.f. (1881)
- Holothrix pentadactyla (Summerh.) Summerh. (1960)
- Holothrix pilosa (Burch. ex Lindl.) Rchb.f. (1881)
- Holothrix pleistodactyla Kraenzl. in H.G.A.Engler (ed.) (1895)
- Holothrix praecox Rchb.f. (1881)
- Holothrix randii Rendle (1899)
- Holothrix schimperi Rchb.f. (1881)
- Holothrix schlechteriana Kraenzl. ex Schltr. (1899)
- Holothrix scopularia Rchb.f. (1881)
- Holothrix secunda (Thunb.) Rchb.f. (1881)
- Holothrix socotrana Rolfe in H.O.Forbes (1903)
- Holothrix squamata (Hochst. ex A.Rich.) Rchb.f. (1881)
- Holothrix thodei Rolfe in W.H.Harvey & auct. suc. (eds.) (1912)
- Holothrix tridactylites Summerh. (1962)
- Holothrix tridentata (Hook.f.) Rchb.f. (1881)
- Holothrix triloba (Rolfe) Kraenzl. (1901)
- Holothrix unifolia Rchb.f. (1881)
- Holothrix villosa Lindl. (1836)